# Dubeczno
Dubeczno – wieś w Polsce, położona w województwie lubelskim, w powiecie włodawskim, w gminie Hańsk.
Wieś starostwa ratneńskiego w 1570 roku. W latach 1975–1998 miejscowość administracyjnie należała do województwa chełmskiego. 
Wieś jest sołectwem w gminy Hańsk. Według Narodowego Spisu Powszechnego z roku 2011 wieś liczyła 1041 mieszkańców.
Dubeczno jest największą miejscowością w gminie. Przez miejscowość przebiega droga powiatowa 06129L oraz niebieski szlak turystyczny pieszy Urszulin – Włodawa. Funkcjonują ujęcie wody oraz oczyszczalnia ścieków. Znajduje się tu także jeden z największych zakładów pracy w powiecie włodawskim – Huta Szkła Gospodarczego. Miejscowość jest sołectwem oraz siedzibą rzymskokatolickiej parafii NMP Królowej Polski należącej do dekanatu Hańsk. Funkcjonują Stowarzyszenie Inicjatyw Lokalnych "Lepsza Przyszłość Gminy Hańsk" oraz Klub Sportowy "Hutnik" Dubeczno.   
Na północ od miejscowości znajduje się Jezioro Dubeczeńskie o powierzchni 4 ha, z maksymalną głębokością 2 m, o długości linii brzegowej 400 m.

## Części wsi
| SIMC    | Nazwa      | Rodzaj    |
| ------- | ---------- | --------- |
| 0103409 | Argentyna  | część wsi |
| 0103415 | Budki      | część wsi |
| 0103421 | Fabryczne  | część wsi |
| 0103438 | Gliniaki   | część wsi |
| 0103444 | Krzemienna | część wsi |
| 0103450 | Szkolna    | część wsi |
| 0103467 | Topole     | część wsi |
| 0103473 | Warszawka  | część wsi |

Na terenie Dubeczna znajduje się dawna wieś Górki, obecnie zlikwidowana.

## Historia
Pierwsza wzmianka o miejscowości pochodzi z 1640 r. i opisuje Dubeczno jako wieś należącą do Włodawy z liczną ludnością żydowską. W 1755 r. jako właściciel dóbr Dubeczno wymieniany jest Jan Jerzy Fleming, generał major, podskarbi wielki litewski. W 1827 r. Dubeczno wchodziło w skład dóbr Hańsk. Folwark Dubeczno został wydzielony z dóbr Hańsk w 1892 r. i należał do rodziny Jermułowiczów. W 1895 r. majątek wystawiono na licytację. Na przełomie XIX i XX wieku folwark Dubeczno znajdował się w rękach Banku Włościańskiego. W latach 1900–1903 powstała kolonia niemiecka. W 1901 r. wokół dóbr Dubeczno istniały kolonie: Budki, Bór, Szablica, Krzemienne, Szkolna, Topola.
Według spisu z 1921 r. Dubeczno kolonia i Dubeczno osada fabryczna liczyły 1498 mieszkańców: 887 Polaków, 403 Żydów, 206 Niemców, 2 Rusinów. W 1935 r. w skład gromady Dubeczno wchodziły: Dubeczno kolonia, Topole kolonia, Budki kolonia, Warszawka kolonia, Szkolna Krzemienna kolonia. W skład gromady Dubeczno-Huta wchodziły: Dubeczno osada fabryczna, Huta Dubeczno kolonia, Argentyna kolonia, Glinianki kolonia, Toki kolonia.  
W 1941 roku w Dubecznie funkcjonowała huta szkła i cegielnia.
W dniach 10-30 czerwca 1942 r. Żydzi z miejscowości Dubeczno zostali deportowani do niemieckiego nazistowskiego obozu zagłady w Sobiborze.
Od 1945 r. Dubeczno-Huta przestała istnieć jako miejscowość samodzielna i została administracyjnie połączona z Dubecznem kolonią jako Dubeczno. W 1950 r. w skład gromady Dubeczno wchodziły: osada Huta Dubeczno oraz kolonie: Huta, Budki, Glinianki, Krzemienna, Toki, Topole, Szkolna, Warszawka. W październiku 1953 r. w wykazie cmentarzy na terenie gminy Hańsk został wymieniony cmentarz ewangelicki w Dubecznie. Od 1959 r. w Dubecznie funkcjonowało Kółko Rolnicze. W 1960 r. powstało Nadleśnictwo Dubeczno, o powierzchni ok. 5300 ha, które w 1973 r. zostało włączone do Nadleśnictwa Sobibór. Według danych statystycznych z 1966 r. w Dubecznie mieszkało 1095 osób.